# Éguilly-sous-Bois
Éguilly-sous-Bois är en kommun i departementet Aube i regionen Grand Est (tidigare regionen Champagne-Ardenne) i nordöstra Frankrike. Kommunen ligger  i kantonen Essoyes som ligger i arrondissementet Troyes. År 2022 hade Éguilly-sous-Bois 114 invånare.

## Befolkningsutveckling
Antalet invånare i kommunen Éguilly-sous-Bois
Referens: INSEE